# ایراس (لوئیزیانا)
ایراس (به انگلیسی: Eros) شهری در ایالت لوئیزیانا کشور ایالات متحده آمریکا است که جمعیت آن در سرشماری سال ۲۰۱۰ میلادی، ۱۵۵ نفر بوده‌است.